# I Giochi olimpici femminili
La prima edizione dei Giochi olimpici femminili si tenne il 20 agosto 1922 presso lo Stadio Pershing di Parigi.

## La competizione
Ai Giochi parteciparono 77 atlete provenienti da cinque differenti Paesi: Cecoslovacchia, Francia (32 atlete), Regno Unito, Svizzera e Stati Uniti (13 atlete).
Furono undici le gare in programma: corsa (60 metri, 100 iarde, 300 metri, 1000 metri, staffetta 4×110 iarde, 100 iarde ostacoli, salto in alto, salto in lungo, salto in lungo da fermo, lancio del giavellotto a due mani e getto del peso a due mani.
L'unica giornata di gare iniziò con una cerimonia di apertura alla presenza di 20 000 spettatori. Durante questa competizione furono infranti 18 record mondiali (in alcune specialità più di una volta).

## Risultati
| Specialità | Oro                                                             | Risultato | Argento          | Risultato | Bronzo                     | Risultato |
| --- | --------------------------------------------------------------- | --------- | ---------------- | --------- | -------------------------- | --------- |
| 60 m | Marie Mejzlíková                                                | 7"6       | Mary Lines       | 7"7       | Nora Callebout             | 7"8       |
| 100 yd | Nora Callebout                                                  | 12"0      | Marie Mejzlíková | n/d       | Mary Lines                 | n/d       |
| 300 m | Mary Lines                                                      | 44"8      | Alice Cast       | n/d       | André Darreau              | n/d       |
| 1000 m | Lucie Bréard                                                    | 3'12"0    | Georgette Lenoir | 3'12"2    | Phylis Hall                | n/d       |
| 100 yd hs | Camille Sabie                                                   | 14"4      | Hilda Hatt       | 14"8      | Geneviève Laloz            | 15"0      |
| 4×110 yd | Stati Uniti Mary Lines Nora Callebout Daisy Leach Muriel Porter | 51"8      | Francia          | 51"2      | Cecoslovacchia             | 52"8      |
| Salto in alto | Hilda Hatt Nancy Vorhees                                        | 1,46 m    | -                | -         | Ivy Lowman                 | 1,42 m    |
| Salto in lungo | Mary Lines                                                      | 5,06 m    | Elizabeth Stine  | 5,025 m   | Camille Sabie              | 4,96 m    |
| Salto in lungo da fermo | Camille Sabie                                                   | 2,485 m   | Mary Hughes      | 2,405 m   | Henriette Comte-Anavoisard | 2,34 m    |
| Getto del peso a due mani | Lucile Godbold                                                  | 20,22 m   | Violette Morris  | 19,85 m   | Maud Rosenbaum             | 17,37 m   |
| Lancio del giavellotto a due mani | Francesca Pianzola                                              | 43,24 m   | Yvonne Gancel    | 41,62 m   | Lucile Godbold             | 39,70 m   |
| record mondiale; record mondiale stagionale; record africano; record asiatico; record europeo; record nord-centroamericano e caraibico; record sudamericano; record oceaniano; record dei campionati; record nazionale; record personale; record personale stagionale. |                                                                 |           |                  |           |                            |           |

## Classifica a punti
| Pos. | Paese          | Punti |
| ---- | -------------- | ----- |
| 1    | Regno Unito    | 50    |
| 2    | Stati Uniti    | 31    |
| 3    | Francia        | 29    |
| 4    | Cecoslovacchia | 12    |
| 5    | Svizzera       | 9     |